# Marc Louboutin
Pour les articles homonymes, voir Louboutin.
 (avril 2025).
Si vous disposez d'ouvrages ou d'articles de référence ou si vous connaissez des sites web de qualité traitant du thème abordé ici, merci de compléter l'article en donnant les références utiles à sa vérifiabilité et en les liant à la section « Notes et références ».
Marc Louboutin, né le 9 juin 1963 à Quimper dans le Finistère, est un ancien lieutenant de police auteur de trois romans policiers ayant pour cadre la Bretagne.

## Biographie
- 1984 : École des Inspecteurs de la Police Nationale (ESIPN)
- 1985-1990 : affectation 4e DPJ (Paris XXe)
- 1986 : participation à l’interpellation de Michel Vaujour. Décoré de la médaille des actes de courage et de dévouement.
- 1990 : commissariat de Chambéry (Savoie)
- 1995 : commissariat de Quimper (Finistère)
- 2001 : mise en disponibilité.
- 2001-2004 : journalisme et piges dans le domaine sportif, page hebdomadaire ("De l'air") dans VSD
- 2003 : démission de la police nationale.
- Novembre 2003 : rédaction pour VSD d’un article ("Paroles de flics") auquel réagit M.Gaudin, alors directeur général de la police nationale, accusant l’auteur de "bidonnage" du sujet pour son compte personnel, et entraînant son éviction du magazine.
- 2003-2007 : Collaboration à divers magazines en tant que pigiste ou photographe et petits métiers d’appoint.
- 2007-2010 : rédaction d’un mémoire sur la sécurité publique pour la société "AB Associates", préconisation de doctrine d'emploi de la vidéo-surveillance à *la demande du Syndicat National des Entreprises de Sécurité Privée (SNES).

Il est membre du collectif Les Plumes du paon, qui vise à promouvoir la production littéraire du Pays Bigouden.

## Œuvre
- Métier de chien - Lettres à Nicolas", Éditions Privé (autobiographie), 2007
- Flic, c'est pas du Cinoche, Éditions du Moment (essai), 2010 (l’auteur a réalisé pour sa promotion, et à titre de teaser, une série de quatre clips) diffusés sur internet